# OpenBiblio
OpenBiblio es un sistema integrado de gestión bibliotecaria de código abierto. Es un sistema de biblioteca automatizada que contiene un catálogo en línea (OPAC por sus siglas en inglés), una sección para préstamo, catalogación, y la funcionalidad de administración de personal.

## Historia
Fue creado en 2002 por Dave Stevens, utilizando el lenguaje de programación PHP. El encargado actual es Hans van der Weij.
El sistema ha sido traducido al español y se utiliza en el sistema de educación primaria en Chile. Además, Colombia, Cuba y Venezuela han expresado su interés en este programa, declaró el Sr. Wiesterman del gobierno de Chile.
Una de los principales proyectos en español basados en OpenBiblio cambió su nombre a EspaBiblio.

## Características
- Alertas de usuario a través de mensajes prediseñados.
- Control de las multas por devolución tardía de los libros.
- Los modelos estadísticos para el uso de la biblioteca y el material.

## Módulos
- Préstamo (Circulation). Administración de datos de usuarios, préstamos, devoluciones, reservas y multas.
- Catalogación (Cataloguing). Control de los registros bibliográficos y sus copias.
- Administración (Cataloguing). La configuración y gestión del sistema.
- Informes (Reports). Recuperar e información de formato de la base de datos, por ejemplo: las etiquetas de los medios de comunicación, tarjetas de miembros, las letras vencidas.